# Арджуна (премия)
«Арджуна» (хинди अर्जुन पुरस्कार, англ. Arjuna Award) — индийская гражданская награда, учреждённая в 1961 году. Представляет собой премию, вручаемую за стабильно высокие спортивные достижения.

## Описание
Премия «Арджуна» представляет собой денежное вознаграждение в размере 500 тысяч рупий. Присуждение премии сопровождается также вручением памятной статуэтки в виде лучника — Арджуны, церемониальной одежды и почётной грамоты. Премия учреждена в 1961 году.

## Порядок награждения[1]
Премия «Арджуна» присуждается специальной комиссией, назначаемой правительством Индии. Кандидатов на премию имеют право выдвигать национальные федерации по видам спорта, правительства штатов и Национальный Олимпийский комитет Индии, а также генеральный директор министерства спорта и лауреаты высшей спортивной награды Индии «Раджив Ганди Кхел Ратна».
Согласно новому уставу премии, она вручается спортсменам, показывавшим стабильно высокие результаты в своём виде спорта в течение последних трёх лет (при посмертном награждении условие о стабильных результатах в течение трёх лет может не выполняться). Дополнительным требованием является демонстрация лидерских качеств, спортивного духа и дисциплины. Так, премию не может получить спортсмен, дисквалифицировавшийся за употребление запрещённых препаратов.
Награда вручается за выступления в соревнованиях, соответствующих одному из следующих определений:
- Олимпийские игры, Летние Азиатские игры, игры Содружества, чемпионаты и кубки мира, международные турниры аналогичного уровня по крикету
- Игры коренных народов
- Спортивные соревнования инвалидов

В общем виде рекомендовано вручать премию не более чем одному спортсмену в каждом виде спорта в год, причём общее количество награждённых не должно превышать 15 в год. Однако для этого принципа существует ряд исключений:
- Как минимум одна премия вручается спортсмену-инвалиду
- Премия может быть вручена больше чем одному спортсмену в виде спорта, если лауреаты разного пола
- Ограничение не распространяется на командные виды спорта

Согласно уставу, спортсмен не может получить премию «Арджуна» вторично.

## Лауреаты
Больше всего лауреатов премии «Арджуна» в лёгкой атлетике: с 1961 года награды удостаивались свыше 80 индийских легкоатлетов, в том числе за 2000 год семь человек, за 1998 год пятеро, а за 1987 и 1999 годы по четыре. Более 70 лауреатов в хоккее на траве, в том числе одиннадцать в 1998 и шесть в 2000 году. Свыше 40 лауреатов насчитывается в крикете, более 30 лауреатов — в борьбе, боксе, тяжёлой атлетике. Значительное число спортсменов удостоено награды за успехи в соревнованиях в таких неолимпийских видах спорта, как кабадди, кхо-кхо, биллиард и снукер, гольф, поло, сквош и бодибилдинг.